# Alicia en el país de las maravillas (película de 1976)
Alicia en el país de las maravillas es una película de Argentina filmada en Eastmancolor dirigida por Eduardo Plá con guion propio escrito sobre la novela homónima de Lewis Carroll que se estrenó el 9 de diciembre de 1976 y tuvo como protagonistas a Mónica von Rautenstrauch, Carlos Lorca, Martha Serrano y Ricardo Bouzas. Colaboró Juan José Stagnaro en los efectos visuales. Fue filmada en 16 mm. y 35 mm. Plá puso en escena una versión teatral protagonizada por Leonor Manso.

## Sinopsis
Las aventuras de una niña que viaja por un mundo fantástico.

## Reparto
- Mónica von Rautenstrauch …Alicia
- Carlos Lorca
- Martha Serrano
- Ricardo Bouzas
- Evelyn Rodríguez
- Rubén Fraga
- Sally Cutting
- Ángela Da Silva
- Eduardo Rosales
- Nano Gruber
- Tina Write
- Raúl Indart Rougier
- Ernesto Leal
- Alfredo Carnevale
- Luisa Valencia
- Humberto Sagramoso
- Lucas Chiappe
- Daniel Borda
- Jorge Mayorano
- Paulino Andrada

Esquiú escribió:

”Ni para chicos, ni para grandes.”

La Nación opinó:

”En ningún momento arriesga una interpretación ni sugiere un posible simbolismo.”

Clarín dijo:

”Alicia sólo para adultos.”

Manrupe y Portela escriben:

”versión inesperada, rara y olvidada.”